# Passo Fundo
Passo Fundo è un comune del Brasile nello Stato del Rio Grande do Sul, parte della mesoregione del Noroeste Rio-Grandense e della microregione di Passo Fundo.
È la più grande città del nord dello Stato, con una popolazione stimata a 204 722 abitanti, secondo i dati dell'IBGE nel 2020. La città è conosciuta come "Capitale del Mezzo Altopiano", "Capitale Nazionale delle Letteratura", e "Capitale del Nord".
È un importante polo sanitario e un centro industriale che si segnala per la produzione di software e di biodiesel.